# Aeroportul Akure
Aeroportul Akure (IATA: AKR, ICAO: DNAK) este un aeroport din Statul Ondo, Nigeria ce deservește zona Akure. Aeroportul a fost tranzitat în decembrie 2018 de 4.175 de pasageri.
Situat la o altitudine de 335 m, aeroportul dispune de 1 pistă. Este operat de Federal Airports Authority of Nigeria⁠(d).

## Infrastructură

### Piste
Aeroportul dispune de o singură pistă. Pista are orientarea 03/21. 